# 효성중학교
효성중학교(曉星中學校)는 대한민국 대구광역시 달서구 월성동에 위치한 사립 중학교이다.

## 학교 연혁
- 1946년 9월 20일 : 대건초급중학교 설립 인가, 3년제공학 6학급(300명), 위치 남산동 225-2번지
- 1946년 9월 20일 : 신학교에서 개교식 거행, 남 2·여 1학급, 이사장 주재용, 교장 전석재(이냐시오) 신부
- 1949년 4월 27일 : 학칙변경 대건초급중학교 남 6학급 (300명), 여 3학급 (150명) 인가
- 1949년 8월 1일 : 학칙변경 대건중학교(6년제) 남 12학급 (600명), 여 6학급 (300명) 인가
- 1949년 8월 30일 : 효성여자중학교 9학급 설립인가(1, 2, 3학년 각 2학급. 4, 5, 6학년 각 1학급), 전석재 신부 초대 교장 취임, 위치 대구시 계산동 2가 70-3번지(구 효성초등)
- 1950년 4월 30일 : 학칙변경 4년제 12학급(600명) 설립 인가
- 1951년 7월 14일 : 교육법개정으로 4년제 및 3년제 제1회 졸업식 거행 (한일극장에서)
- 1951년 8월 31일 : 3년제 6학급(300명) 설립 인가
- 1953년 3월 31일 : 대구시 중구 대봉동 174번지 (현 대봉성당) 가교사로 이전
- 1956년 11월 26일 : 대구시 남산동 (구 효성여대) 신축교사로 이전
- 1957년 4월 26일 : 대구시 남구 대명동 2435로 위치 변경
- 1963년 2월 3일 : 교지 "샛별" 창간호 발간
- 1990년 3월 1일 : 대구광역시 달서구 월성동 247번지 신축교사로 이전
- 1995년 3월 1일 : “학교법인 선목학원” 으로 학교 재단 명칭 변경
- 2001년 3월 1일 : 신입생부터 남녀공학으로 개편(교명을 효성중학교로 변경)
- 2002년 11월 1일 : 학교식당 학생 급식 실시
- 2003년 10월 24일 : 디지털 도서실 개설
- 2004년 5월 28일 : 다목적 우레탄 체육 시설 준공
- 2009년 9월 25일 : 학교법인 선목학원 이사장 조환길(타대오) 주교 취임
- 2021년 3월 1일 : 제20대 교장 서호석 선생 취임
- 2022년 2월 9일 : 제72회 졸업식 거행 195명(34,550명)
- 2022년 3월 2일 : 2022학년도 입학식(204명)

## 학교 위치
- 1949년 8월 30일 ~ 1953년 3월 31일 : 중구 서성로 10 (계산동2가 / 舊 효성초등학교)
- 1953년 4월 1일 ~ 1956년 11월 25일 : 중구 명덕로 285 (대봉동 / 現 대봉천주교회)
- 1956년 11월 26일 ~ 1957년 4월 25일 : 중구 남산로4길 91 (남산동 / 現 보성송림맨션)
- 1957년 4월 26일 ~ 1990년 2월 28일 : 중구 남산로6길 47 (남산동 / 現 대구가톨릭사회복지회)
- 1990년 3월 1일 ~ (현재) : 달서구 월곡로94길 48 (월성동)

## 참고 자료
- 효성중학교 - 한국교육학술정보원 학교알리미